# Alexander Mitscherlich

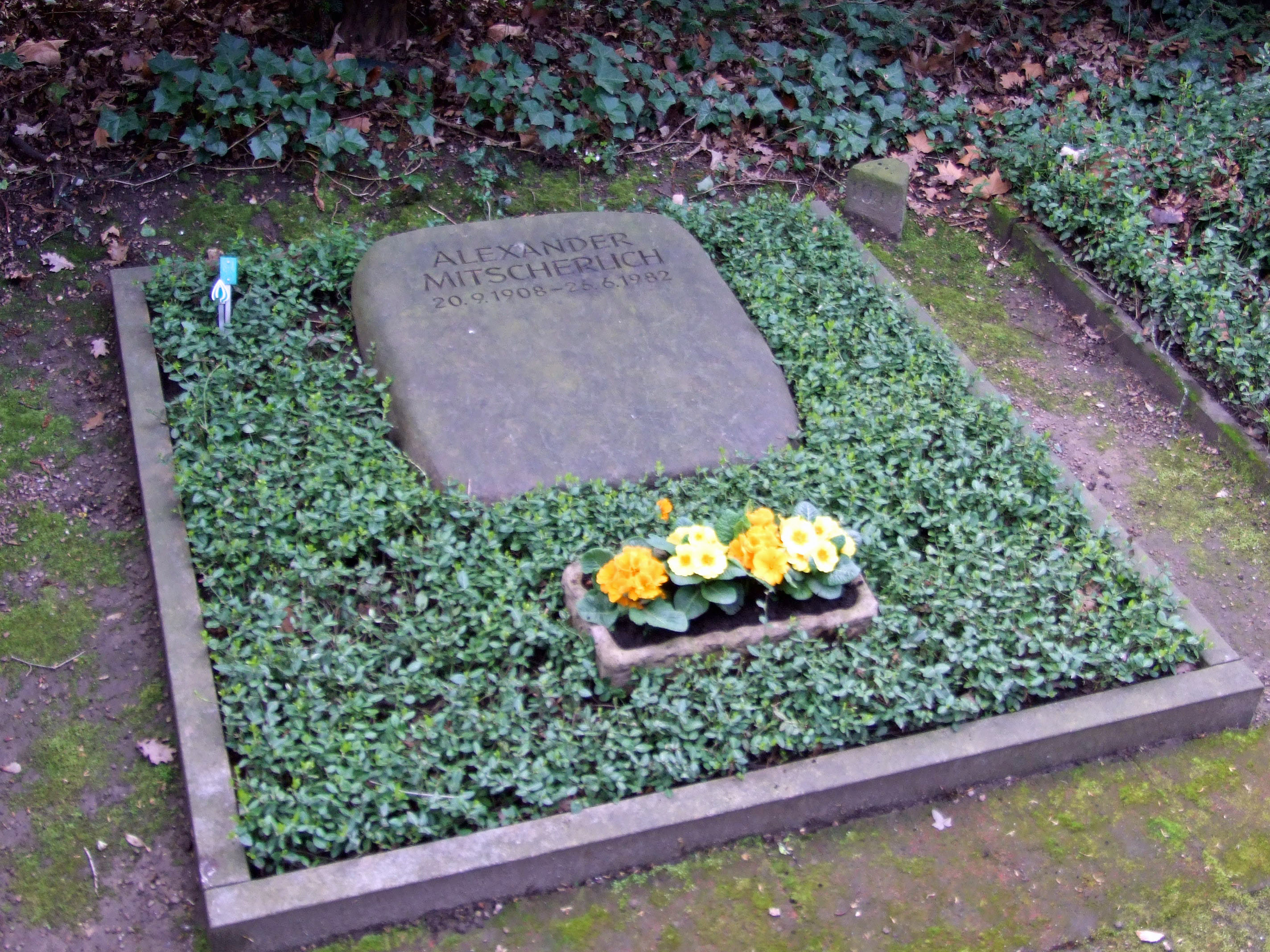
Grób Alexandra Mitscherlicha

Alexander Mitscherlich (ur. 20 września 1908 w Monachium, zm. 26 czerwca 1982 we Frankfurcie nad Menem) – niemiecki lekarz i psychoanalityk.